# Hệ thống cảnh báo va chạm máy bay
TCAS – Traffic Collision Avoidance System
TCAS là hệ thống cảnh báo va chạm máy bay được thiết kế để giảm tai nạn do va chạm trên không giữa các máy bay. Nó giám sát không gian xung quanh máy bay này với máy bay khác được trang bị máy phát đáp, nó cũng độc lập với các đài ATC, và cảnh báo phi công về sự hiện diện của máy phát đáp khác được trang bị trên máy bay mà máy bay đó có thể có rủi ro va chạm trên không (Mid-Air Collision – MAC). ICAO bắt buộc hệ thống cảnh báo va chạm trên không (Airbone Collision Avoidance System) phải được gắn trên tất cả máy bay có tải trọng cất cánh tối đa (MTOM – Maximum Take-Off Mass) trên 5,700kgs hoặc máy bay vận chuyển nhiều hơn 19 hành khách.
TCAS bao gồm thông tin giữa các máy bay có trang bị máy phát đáp. Mỗi máy bay có TCAS sẽ hỏi tất cả các máy bay khác trong cự ly xác định về vị trí của nó (với tần số 1,030 MHz) và tất cả các máy bay khác trả lời câu hỏi trên (với tần số 1,090 MHz). Chu kỳ hỏi – đáp này diễn ra vài lần mỗi giây.
Vì sự phản hồi hỏi đáp luân phiên là không đổi nên TCAS sẽ xây dựng được bản đồ 3 chiều cho máy bay trong không gian bao gồm hướng, độ cao và cự ly. Cự ly và sai biệt về độ cao sẽ được đoán và dự trù cho giá trị ở thời điểm kế tiếp nên sẽ xác định được nguy cơ va chạm tiềm ẩn tồn tại. TCAS và các biến của nó chỉ có thể giao tiếp với máy bay có máy phát đáp vận hành ở Mode C hoặc Mode S. Một chuỗi nhận dạng 24 bit được phân định cho mỗi máy bay có máy phát đáp hoạt động ở Mode S. Chuỗi này sẽ được giải mã sau đó.
TCAS ngoài xác định va chạm, nó còn tự động trao đổi về cảnh báo chuyển động tương đối giữa 2 máy bay mà hiện tại luật này hạn chế dùng để thay đổi độ cao và thay đổi tốc độ lên xuống (climb/sink rates) giữa 2 (hoặc nhiều) máy bay đang bay ngược chiều nhau. Sự cảnh báo này sẽ được thông tin cho tổ bay trên màn hình và bằng chỉ lệnh âm thanh (synthsized voice instruction), từ đó tổ bay sẽ làm theo.